# Edward Rigby Kewley
Edward Rigby Kewley, britanski general, * 1889, † 1972.